# Lucius de Cyrène
Lucius de Cyrène (grec : Λούκιος ὁ Κυρηναῖος = Loukios o Kurenaios) a été, selon les Actes des Apôtres, l'un des fondateurs de l'Église chrétienne d'Antioche, cité qui faisait alors partie de la province romaine de Syrie. Il y est mentionné en tant que membre de l'église, après l'évocation de la mort d'Hérode Antipas :
Actes 13.01 : « Or il y avait dans l’Église qui était à Antioche des prophètes et des hommes chargés d’enseigner : Barnabé, Syméon appelé Le Noir, Lucius de Cyrène, Manahen, compagnon d’enfance d’Hérode le Tétrarque, et Saul. »
Le chapitre 13 des Actes des Apôtres continue ainsi : « Un jour qu’ils célébraient le culte du Seigneur et qu’ils jeûnaient, l’Esprit Saint leur dit : « Mettez à part pour moi Barnabé et Saul en vue de l’œuvre à laquelle je les ai appelés. » » : c'est le point de départ des œuvres missionnaires de Saint Paul et de Saint Barnabé.
Lucius est vraisemblablement l'un des fondateurs de l'église d'Antioche, si l'on se réfère à un passage précédent (Ac 11,20) qui indique (concernant des disciples dispersés à la suite de la lapidation d'Étienne) :
« Parmi eux, il y en avait qui étaient originaires de Chypre et de Cyrène, et qui, en arrivant à Antioche, s’adressaient aussi aux gens de langue grecque pour leur annoncer la Bonne Nouvelle : Jésus est le Seigneur. »
Il y a aussi un Lucius, compagnon et de la parenté de Saint-Paul, mentionné à la fin de l'Épître aux Romains (16, 21). On ne sait pas si c'est la même personne, mais Origène l'identifie avec l'évangéliste Luc (Comm. Rom.  10.39).